# 간저우구

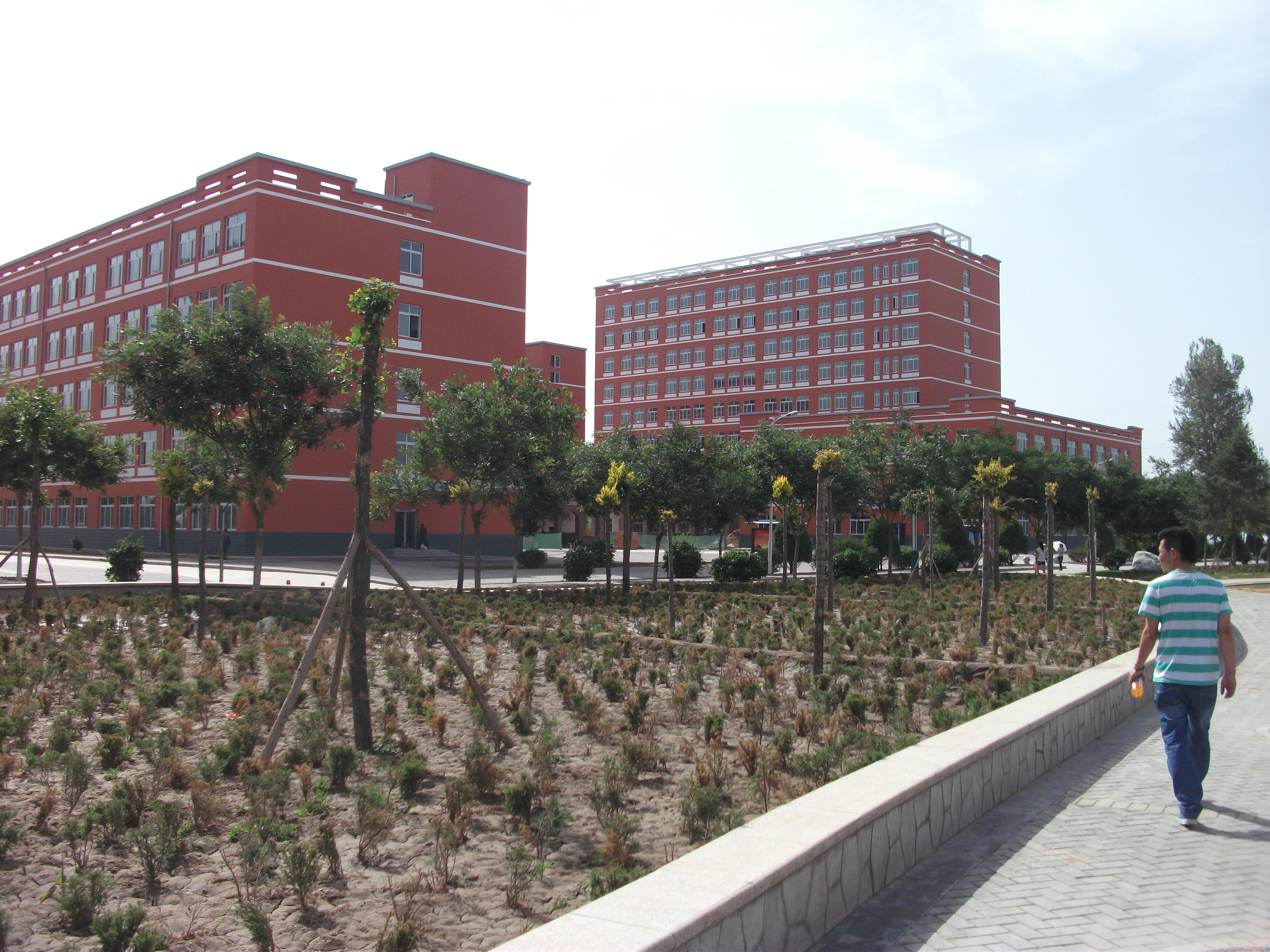

간저우구(한국어: 감주구, 중국어: 甘州区, 병음: Gānzhōu Qū)는 중화인민공화국 간쑤성 장예 시의 현급 행정구역이다. 넓이는 4,240km2이고, 인구는 2007년 기준으로 510,000명이다.

## 행정 구역
5개 가도, 11개 진, 6개 향, 1개 민족향을 관할한다.
- 가도변사소: 东街街道, 南街街道, 西街街道, 北街街道, 火车站街道.
- 진: 梁家墩镇, 上秦镇, 大满镇, 沙井镇, 乌江镇, 甘浚镇, 新墩镇, 党寨镇, 碱滩镇, 三闸镇, 小满镇.
- 향: 龙渠乡, 安阳乡, 花寨乡, 长安乡, 靖安乡, 明永乡.
- 민족향: 平山湖蒙古族乡.